# RAINBOW (エレファントカシマシのアルバム)
『RAINBOW』（レインボウ）は、エレファントカシマシの22枚目のオリジナル・アルバム。ユニバーサルシグマ/A&Mから2015年11月18日に発売。

## 概要
前作『MASTERPIECE』以来約3年半ぶりの新作リリース。宮本浩次の体調不良による活動休止等があり、制作期間が長くなった。村山☆潤が初参加となっている。

## タイアップ楽曲
アルバム表題曲「RAINBOW」は、スポーツチャンネルのJ SPORTSで放送している、自動車レースのSUPER GTの2016年、2017年のオープニング曲として使用されていた。

## リリース形態
DVD付2枚組の初回限定盤と通常盤でリリース。初回盤はシークレットトラック「歩いてゆく」が含まれ『26年連続の野音の一日〜2015.9.27 日比谷野外大音楽堂ドキュメンタリー〜』と題されたDVDに2015年9月27日に開催の日比谷野外大音楽堂でのドキュメンタリーが収められた。初回限定盤と通常盤でそれぞれジャケットが異なる。

## 収録曲
全作詞・作曲：宮本浩次
1. 3210
2. RAINBOW
  - 編曲：宮本浩次・村山☆潤
3. ズレてる方がいい
  - 編曲：宮本浩次・蔦谷好位置
4. 愛すべき今日
  - 編曲：宮本浩次・蔦谷好位置
5. 昨日よ
  - 編曲：宮本浩次
6. TEKUMAKUMAYAKON
  - 編曲：宮本浩次・村山☆潤
7. なからん
  - 編曲：宮本浩次
8. シナリオどおり
  - 編曲：宮本浩次・村山☆潤
9. 永遠の旅人
  - 編曲：宮本浩次・村山☆潤
10. あなたへ
  - 編曲：宮本浩次・亀田誠治
11. Destiny
  - 編曲：宮本浩次・亀田誠治
12. Under the sky
  - 編曲：宮本浩次・村山☆潤
13. 雨の日も風の日も
  - 編曲：宮本浩次

シークレットトラック（初回限定盤のみ）
1. 歩いてゆく